# Дорманн, Женевьев
Женевье́в (или Женевье́ва) Дорма́нн (фр. Geneviève Dormann; 24 сентября 1933, Париж, Франция — 13 февраля 2015, там же) — французская писательница, лауреат Большой премии Французской академии за роман (1989) и других литературных премий.

## Биография
Дочь книгоиздателя и политика (депутата от департамента Сена и Уаза в 1928—1936, сенатора в 1936—1940) Мориса Дорманна (1878—1947).
Начинает свою карьеру в качестве журналистки журналов «Мари-Клер» и «Пуэн», а также на радио. В 1957 году публикует сборник рассказов «Первый камень», после чего сосредотачивается на писательской карьере. В 1975 году её роман «Почтовый корабль» получает престижную Премию двух маго. Роман «Бал Додо» удостаивается в 1989 году Большой премии Французской академии за роман, а последний написанный ей роман «Прощай, феномен!» — премии имени Мориса Женевуа (1999). Всего автор около 15 романов, а также биографий двух женщин: матери Виктора Гюго и Колетт, и сценария немецкого фильма по роману Маргерит Юрсенар «Последняя милость».
Имеет радикальные и часто противоречивые политические и общественные взгляды, за которые получает прозвище «Доберман». Говорит о себе: «я была феминисткой ещё до появления феминизма» и одновременно говорит, что она «антифеминистка, антиконформистка, антикоммунистка, антимногочто». Противница объединения Европы. Неоднократно оказывалась в центре политических скандалов, заявив, например: «Меня бесят евреи». При этом не слишком переживает из-за критики своего образа мысли, заявляя, что «чем больше врагов, тем почётнее».

## Награды
- 1971 — Премия Четырёх жюри[4]
- 1975 — Премия Двух маго (за роман «Почтовый корабль»)[6]
- 1980 — Гран-при города Парижа (за совокупность творческого вклада)[4]
- 1983 — Премия имени Ролана де Жувенеля (за роман «Роман Софи Требюше»)[7]
- 1989 — Большая премия Французской академии за роман (за роман «Бал Додо»)[7]
- 1999 — Премия имени Мориса Женевуа (за роман «Прощай, феномен!»)[8]

## Сочинения

### Французские издания
- La Première pierre, рассказы, 1957.
- La Fanfaronne, роман, 1959.
- Le Chemin des dames, роман, 1964.
- La Passion selon Saint-Jules, роман, 1967.
- Je t’apporterai des orages, роман, 1971.
- Le Bateau du courrier, роман 1974.
- Mickey l’ange, роман, 1980.
- Fleur de pêché, роман, 1980.
- Le Roman de Sophie Trébuchet, роман, 1983.
- Amoureuse Colette, биографическое эссе, 1984.
- Les livres du point de croix, роман, в соавторстве с Режин Дефорж:
  - Le livre du point de croix, 1986.
  - Alphabets, 1987.
  - Fleurs et fruits, 1987.
  - Marquoirs, 1987.
- Le Bal du Dodo, роман, 1989
- Paris est une ville pleine de lions, с фотографиями Софи Бассуль, эссе, 1991.
- Maurice vue du ciel, с фотографиями Гуидо Альберто Росси, 1991.
- La Gourmandise de Guillaume Apollinaire, эссе, 1994.
- La Petite Main, роман, 1995.
- Adieu, phénomène, роман, 1999.

### Русские издания
- Маленькая ручка (фр. La Petite Main), роман, 2003.
- Бал Додо (фр. Le Bal du Dodo), роман, 2007.